# Merzario A1
Merzario A1 – samochód Formuły 1 zaprojektowany przez Arturo Merzario i skonstruowany przez Merzario. Samochód był używany przez Arturo Merzario w sezonie 1978. Podczas Grand Prix Włoch wystartował również Alberto Colombo, który nie zakwalifikował się do wyścigu. Samochód był napędzany przez jednostki Cosworth.
W sezonie 1979 w czterech pierwszych Grand Prix Arturo Merzario używał wersji A1B.

## Wyniki
| Legenda oznaczeń w tabelach wyników Wyświetl szablon na nowej stronie | Legenda oznaczeń w tabelach wyników Wyświetl szablon na nowej stronie                                                                     |
| Oznaczenie                                                            | Wyjaśnienie |
| --------------------------------------------------------------------- | --- |
| Złoty                                                                 | Zwycięzca lub mistrzostwo |
| Srebrny                                                               | 2. miejsce lub wicemistrzostwo |
| Brązowy                                                               | 3. miejsce lub II wicemistrzostwo |
| Zielony                                                               | Ukończył, punktował (w klasyfikacji generalnej, gdy zdobył co najmniej jeden punkt na przestrzeni sezonu, poza trzema powyższymi opcjami) |
| Niebieski                                                             | Ukończył, nie punktował (w klasyfikacji generalnej, gdy nie zdobył co najmniej jednego punktu na przestrzeni sezonu)                      |
| Czerwony                                                              | Nie zakwalifikował się (NZ) |
| Czerwony                                                              | Nie prekwalifikował się (NPK) |
| Różowy                                                                | Nie ukończył (NU) |
| Różowy                                                                | Niesklasyfikowany (NS) (w klasyfikacji generalnej, gdy nie został sklasyfikowany w żadnym wyścigu sezonu)                                 |
| Czarny                                                                | Zdyskwalifikowany (DK) |
| Czarny                                                                | Wykluczony (WYK/EX) |
| Biały                                                                 | Nie wystartował (NW) |
| Biały                                                                 | Kontuzjowany (K/INJ) |
| Biały                                                                 | Wyścig odwołany (OD/C) |
| Bez koloru                                                            | Został wycofany (WYC/WD) |
| Bez koloru                                                            | Nie przybył (NP/DNA) |
| Bez koloru                                                            | Nie brał udziału w treningach (NT/DNP) |
| Bez koloru                                                            | Nie został zgłoszony (–) |
| Pogrubienie                                                           | Start z pole position |
| Kursywa                                                               | Najszybsze okrążenie wyścigu |
| †                                                                     | Nie ukończył, ale jego rezultat został zaliczony ze względu na przejechanie więcej niż 90% dystansu wyścigu.                              |
| *                                                                     | Sezon w trakcie |
| 1/2/3                                                                 | Punktowana pozycja w sprincie kwalifikacyjnym                                                                                             |
| Lista systemów punktacji Formuły 1                                    | |

| Sezon | Zespół        | Silnik   | Kierowcy        | Wyniki w poszczególnych eliminacjach | Wyniki w poszczególnych eliminacjach | Wyniki w poszczególnych eliminacjach | Wyniki w poszczególnych eliminacjach | Wyniki w poszczególnych eliminacjach | Wyniki w poszczególnych eliminacjach | Wyniki w poszczególnych eliminacjach | Wyniki w poszczególnych eliminacjach | Wyniki w poszczególnych eliminacjach | Wyniki w poszczególnych eliminacjach | Wyniki w poszczególnych eliminacjach | Wyniki w poszczególnych eliminacjach | Wyniki w poszczególnych eliminacjach | Wyniki w poszczególnych eliminacjach | Wyniki w poszczególnych eliminacjach | Wyniki w poszczególnych eliminacjach | Wyniki kierowców | Wyniki kierowców | Wyniki konstruktora | Wyniki konstruktora |
| 1978  |               |          |                 | Argentyna                            | Brazylia                             |                                      | Stany Zjednoczone                    | Monako                               | Belgia                               |                                      | Szwecja                              | Francja                              | Wielka Brytania                      | Niemcy                               | Austria                              | Holandia                             | Włochy                               | Stany Zjednoczone                    | Kanada                               | Pkt.             | Msc.             | Pkt.                | Msc.                |
| ----- | ------------- | -------- | --------------- | ------------------------------------ | ------------------------------------ | ------------------------------------ | ------------------------------------ | ------------------------------------ | ------------------------------------ | ------------------------------------ | ------------------------------------ | ------------------------------------ | ------------------------------------ | ------------------------------------ | ------------------------------------ | ------------------------------------ | ------------------------------------ | ------------------------------------ | ------------------------------------ | ---------------- | ---------------- | ------------------- | ------------------- |
| 1978  | Team Merzario | Cosworth | Arturo Merzario | NU                                   | NZ                                   | NU                                   | NU                                   | NZ                                   | NZ                                   | NZ                                   | NS                                   | NZ                                   | NU                                   | NZ                                   | NZ                                   | NU                                   | NU                                   | NU                                   | NZ                                   | 0                | NS               | 0                   | NS                  |
| 1978  | Team Merzario | Cosworth | Alberto Colombo | –                                    | –                                    | –                                    | –                                    | –                                    |                                      |                                      | –                                    | –                                    | –                                    | –                                    | –                                    | –                                    | NPK                                  | –                                    | –                                    | 0                | NS               | 0                   | NS                  |
| 1979  |               |          |                 | Argentyna                            | Brazylia                             |                                      | Stany Zjednoczone                    |                                      | Belgia                               | Monako                               | Francja                              | Wielka Brytania                      | Niemcy                               | Austria                              | Holandia                             | Włochy                               | Kanada                               | Stany Zjednoczone                    |                                      | Pkt.             | Msc.             | Pkt.                | Msc.                |
| 1979  | Team Merzario | Cosworth | Arturo Merzario | NU                                   | NZ                                   | NZ                                   | NU                                   |                                      |                                      | –                                    |                                      |                                      |                                      |                                      |                                      |                                      |                                      |                                      |                                      | 0                | NS               | 0                   | NS                  |